# Leonídio Ribeiro
Leonídio Ribeiro (4 de novembro de 1893 — 27 de fevereiro de 1976) foi um médico brasileiro.

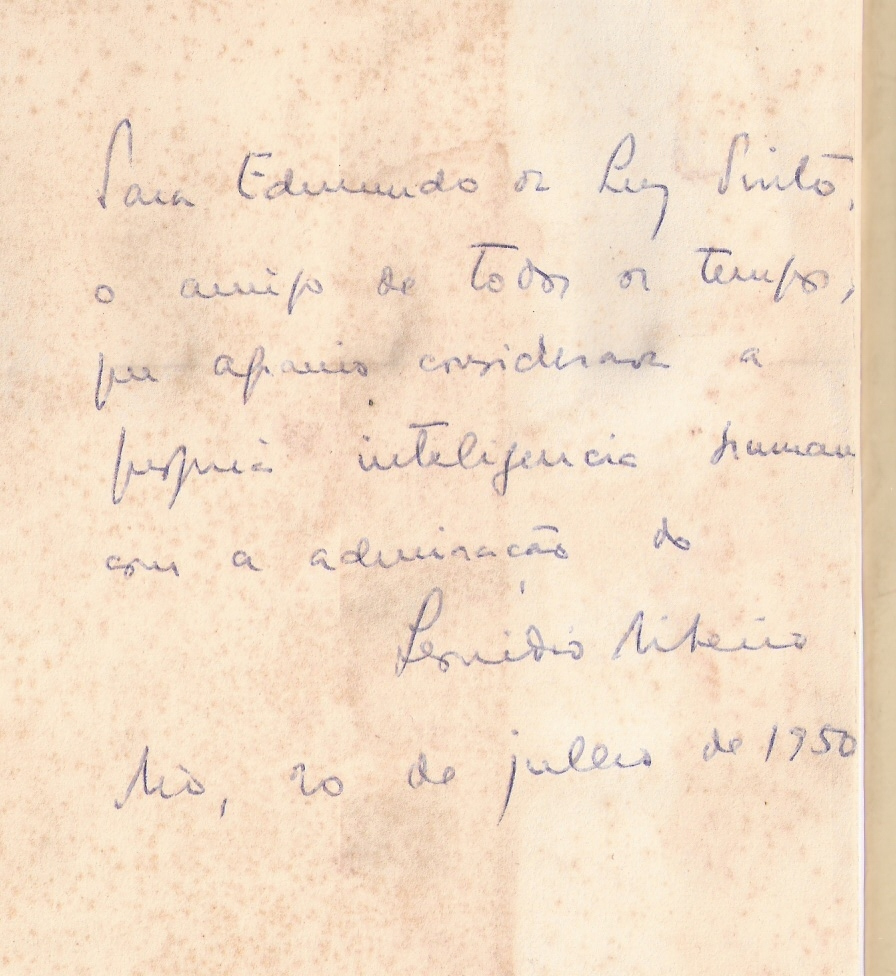
Dedicatória aposta ao livro Afranio Peixoto, de autoria de Leonídio Ribeiro:
"Para Edmundo da Luz Pinto,
o amigo de todos os tempos,
que Afrânio considerava a
própria inteligência humana,
com a admiração do
Leonidio Ribeiro
Rio, 20 de julho de 1950".

Formado em medicina pela Faculdade de Medicina do Rio de Janeiro, em 1916. Foi eleito membro da Academia Nacional de Medicina em 1928, ocupando a Cadeira 46, que tem Afrânio Peixoto como patrono.
Discípulo de Afrânio Peixoto, foi médico legista no Rio de Janeiro.

## Publicações
- Afranio Peixoto. Rio de Janeiro : Edições Conde, 1950.